# Caio Borralho
Caio Vinícius Silva Borralho (nascido em 16 de janeiro de 1993) é um lutador brasileiro profissional de MMA . Atualmente, ele compete na divisão dos pesos-médios do Ultimate Fighting Championship (UFC). Em 28 de outubro de 2024, ocupava a 6ª posição no ranking oficial da categoria.

## Biografia
Caio Borralho nasceu em 16 de janeiro de 1993, em São Luís, no estado do Maranhão. Seu avô era professor de matemática e, inspirado por ele, Caio começou a dar aulas particulares de matemática e química aos 15 anos de idade.
Depois de se formar no ensino médio, Caio Borralho ingressou na Universidade Federal do Maranhão (UFMA) para cursar Química Industrial. Durante o período universitário, chegou a receber uma proposta de estágio na gigante cervejeira brasileira Ambev, mas optou por recusar a oferta. Pouco tempo depois, em 2014, decidiu abandonar a faculdade ao se apaixonar pela ideia de seguir carreira nas artes marciais mistas (MMA).
Borralho começou a treinar artes marciais mistas por volta dos dezoito anos de idade, mas sua primeira luta de MMA aconteceu apenas em 2014, quando tinha cerca de 21 anos. A estreia, ainda como amador, foi realizada no Dojô James Adler, localizado na região metropolitana de São Luís, no Maranhão.
Antes de ingressar no MMA, Caio Borralho teve contato com outras artes marciais. Sua primeira experiência no mundo das lutas aconteceu aos seis anos de idade, com modalidades de luta agarrada como o judô. Seu primeiro mentor foi o Sensei Emílio Moreira. No judô, Caio conquistou diversos campeonatos, tanto em nível estadual (no Maranhão) quanto em competições nacionais.
Após ser derrotado por um adversário em um torneio de judô por meio de uma chave de braço, o Sensei Emílio Moreira orientou Caio Borralho a treinar jiu-jitsu para aprimorar suas habilidades no judô. Pouco tempo depois, Caio também passou a treinar Muay Thai. No entanto, em 2014, ele decidiu deixar de lado o judô e o Muay Thai para se dedicar integralmente à carreira profissional no MMA. Foi nesse período que se mudou de sua cidade natal, São Luís, para São Paulo. Com o tempo, fundou sua própria equipe de MMA, a Fighting Nerds, ao lado de seu treinador Pablo Sucupira.

## Carreira no MMA
Borralho teve uma vitória como amador em 2014 antes de se tornar profissional ainda naquele ano.  Após construir um cartel de 8 vitórias, 1 derrota e 1 empate, ele foi convidado para competir no Dana White's Contender Series.

### Dana White’s Contender Series
Caio Borralho estreou no Dana White's Contender Series contra Aaron Jeffery em 28 de setembro de 2021. Ele venceu a luta por decisão unânime, mas não recebeu um contrato com o UFC naquela ocasião.
Um mês depois, Caio Borralho voltou ao Dana White's Contender Series como grande favorito contra Jesse Murray, que tinha um cartel de 8 vitórias e 3 derrotas. A luta foi na categoria dos meio-pesados, e Borralho venceu por nocaute técnico no primeiro round, garantindo assim seu contrato com o UFC.

### Ultimate Fighting Championship
Caio Borralho foi contratado pelo UFC e fez sua estreia na organização contra Gadzhi Omargadzhiev no evento UFC on ESPN: Luque vs. Muhammad 2. Borralho venceu a luta por decisão técnica após uma infração acidental cometida pelo adversário.
Na luta seguinte, Caio Borralho enfrentou o promissor Armen Petrosyan no UFC Fight Night: dos Anjos vs. Fiziev, vencendo por decisão unânime.
Na sequência, Caio Borralho enfrentou Makhmud Muradov no UFC 280, derrotando-o por decisão unânime.
Borralho enfrentou Michał Oleksiejczuk no UFC on ESPN: Song vs. Simón, vencendo por finalização com um mata-leão no segundo round.
Borralho estava escalado para enfrentar Nursulton Ruziboev em 4 de novembro de 2023, no UFC Fight Night: Almeida vs. Lewis. No entanto, Ruziboev desistiu da luta por motivos desconhecidos e foi substituído por Abusupiyan Magomedov. Borralho venceu a luta por decisão unânime.
Caio Borralho enfrentou Paul Craig em 4 de maio de 2024, no UFC 301.  Ele venceu a luta por nocaute no segundo round. A performance dominante lhe rendeu mais um bônus de Performance da Noite.
Borralho enfrentou o ex-desafiante ao cinturão dos pesos-médios do UFC, Jared Cannonier, na luta principal do UFC on ESPN 62, realizado em 24 de agosto de 2024. Ele venceu por decisão unânime dos juízes. Essa luta llhe rendeu o prêmio de Luta da Noite.
Borralho está escalado para enfrentar Nassourdine Imavov na luta principal do UFC Fight Night 258, em 6 de setembro de 2025.

## Carreira no grappling
Caio Borralho enfrentou Brendan Allen em 28 de fevereiro de 2025, em uma luta de submissão realizada no evento Karate Combat 53. Ele venceu o confronto por decisão unânime.

## Campeonatos e realizações

### MMA
- Ultimate Fighting Championship
  - Luta da Noite (Uma vez) vs. Jared Cannonier [36]
  - Performance da Noite (Duas vezes) vs. Michał Oleksiejczuk e Paul Craig [40][33]
  - Empatado ( Anthony Hernandez ) na sétima maior sequência de vitórias na história da divisão dos médios do UFC (7) [41]
- Future Fighting Championships
  - Campeão Peso Médio do FFC (Uma vez) [42]

## Vida pessoal
Caio Borralho é casado e pai de um filho. Desde os três anos de idade, usa óculos, devido à miopia e ao astigmatismo. Seu interesse inicial pelo MMA surgiu ainda na infância, inspirado pelos filmes de artes marciais estrelados por ícones como Jean-Claude Van Damme, Jackie Chan e Bruce Lee.
Atualmente reside em São Paulo e concluiu sua graduação em educação física em uma universidade. Borralho também dá aulas de artes marciais em diversas academias da cidade de São Paulo.
Caio Borralho é fã de filmes de super-heróis, videogames e animes. Além disso, joga xadrez — hobby que contribuiu para o apelido pelo qual é conhecido: "Rei dos Nerds".

## Cartel no MMA
| Cartel no MMA   |             |           |
| 19 lutas        | 17 vitórias | 1 derrota |
| Por nocaute     | 5           | 0         |
| Por finalização | 4           | 0         |
| Por decisão     | 8           | 1         |
| No contest      | 1           | 1         |

| Res.    | Cartel   | Oponente             | Método                    | Evento                             | Data       | Round | Tempo | Local             | Notas |
| ------- | -------- | -------------------- | ------------------------- | ---------------------------------- | ---------- | ----- | ----- | ----------------- | --- |
| Vitória | 17-1 (1) | Jared Cannonier      | Decisão (unânime)         | Cannonier vs. Borralho             | 24/08/2024 | 5     | 5:00  | Las Vegas, Nevada | Luta da Noite. |
| Vitória | 16-1 (1) | Paul Craig           | Nocaute (socos)           | UFC 301: Pantoja vs. Erceg         | 04/05/2024 | 2     | 2:10  | Rio de Janeiro    | Performance da Noite. |
| Vitória | 15-1 (1) | Abusupiyan Magomedov | Decisão (unânime)         | UFC Fight Night: Almeida vs. Lewis | 04/11/2023 | 3     | 5:00  | São Paulo         | |
| Vitória | 14-1 (1) | Michał Oleksiejczuk  | Finalização (mata-leão)   | UFC on ESPN: Song vs. Simón        | 29/04/2023 | 2     | 2:49  | Las Vegas, Nevada | Performance da Noite. |
| Vitória | 13-1 (1) | Makhmud Muradov      | Decisão (unânime)         | UFC 280: Oliveira vs. Makhachev    | 22/10/2022 | 3     | 5:00  | Abu Dhabi         | |
| Vitória | 12-1 (1) | Armen Petrosyan      | Decisão (unânime)         | UFC on ESPN: dos Anjos vs. Fiziev  | 09/07/2022 | 3     | 5:00  | Las Vegas, Nevada | |
| Vitória | 11-1 (1) | Gadzhi Omargadzhiev  | Decisão técnica (unânime) | UFC on ESPN: Luque vs. Muhammad 2  | 16/04/2022 | 3     | 3:56  | Las Vegas, Nevada | Retorno ao peso-médio. Borralho teve um ponto deduzido no terceiro round devido a uma joelhada ilegal acidental que impossibilitou Omargadzhiev de continuar. |
| Vitória | 10-1 (1) | Jesse Murray         | Nocaute Técnico (socos)   | Dana White's Contender Series 44   | 19/10/2021 | 1     | 1:41  | Las Vegas, Nevada | Estreia no peso meio-pesado. |
| Vitória | 9-1 (1)  | Aaron Jeffery        | Decisão (unânime)         | Dana White's Contender Series 41   | 28/07/2021 | 3     | 5:00  | Las Vegas, Nevada | |
| Vitória | 8-1 (1)  | Wildemar Santos      | Decisão (unânime)         | Future FC 12                       | 16/10/2020 | 3     | 5:00  | São Paulo         | Conquistou o cinturão vago dos médios do FFC. |
| Vitória | 7-1 (1)  | Ykaro Queiroz        | Decisão (unânime)         | Future FC 10                       | 06/12/2019 | 3     | 5:00  | São Paulo         | |
| Vitória | 6-1 (1)  | Otávio Sagás         | Finalização (guilhotina)  | Future FC 8                        | 23/08/2019 | 1     | 3:44  | São Paulo         | |
| Vitória | 5-1 (1)  | Luiz Carlos Alves    | Finalização (anaconda)    | Mega Fight Championship 2          | 22/06/2019 | 1     | 2:03  | Osasco            | |
| Vitória | 4-1 (1)  | Douglas Nascimento   | Nocaute Técnico (socos)   | Batalha MMA 14                     | 08/09/2018 | 1     | 1:13  | São Paulo         | |
| NC      | 3-1 (1)  | Raylander Marques    | NC (falta acidental)      | Vikings Fight Club 2               | 16/06/2018 | 1     | 5:00  | Campinas          | |
| Vitória | 3-1      | Luiz Carlos Alves    | Nocaute Técnico (socos)   | Arena Combat: Fight Night 2        | 16/09/2017 | 1     | 0:20  | São Sebastião     | |
| Vitória | 2-1      | Edson Junior         | Finalização (mata-leão)   | Thunder Fight 9                    | 30/09/2016 | 3     | 3:05  | São Paulo         | |
| Derrota | 1-1      | João Carvalho        | Decisão (unânime)         | Bradar Fight 3                     | 18/07/2015 | 3     | 5:00  | São Luís          | |
| Vitória | 1-0      | Cleiton Rafael       | Nocaute (soco)            | Evocke Fight: Gods of War          | 13/12/2014 | 1     | 1:48  | São Paulo         | |